# Nikolaj Apollonovič Bajkov
Nikolaj Apollonovič Bajkov, in russo Николай Аполлонович Байков? (Kiev, 29 novembre 1872 – Brisbane, 6 marzo 1958), è stato un ufficiale e scrittore russo.

## Biografia
Ufficiale dello zar, è stato un esploratore nei primi anni del '900 della Manciuria situata tra Harbin, la Corea e la Siberia Russa.
Ha scritto libri tradotti dal russo in francese: "Les bêtes sauvages de la Mandchourie" (Payot, Paris, 1939) e "Le Grand Van, la vie d'un tigre de Mandchourie" (Paris, Payot, 1952; edito anche come "Les tigres et les hommes") in particolare sulla tigre nel nord-est della Cina agli inizi del ventesimo secolo.